# Миятович, Предраг
Пре́драг Мия́тович (серб. Предраг Мијатовић / Predrag Mijatović, родился 19 января 1969 года в Титограде) — югославский футболист, спортивный функционер. Занимал пост спортивного директора в испанском клубе «Реал Мадрид» с 2006 по 2009 год.

## Клубная карьера

### «Будучност»
Первыми клубами Предрага Миятовича были «Ком» и «Будучност» из родного города Подгорица (называвшегося в то время Титоград). В 1987 году в возрасте 18-и лет он дебютировал в Первой лиге Югославии, проведя в первом сезоне 31 игру. В этот период он выступал на позиции полузащитника, всего за два с половиной сезона в «Будучности» он провёл 73 матча и забил 10 голов.

### «Партизан»
В период зимних трансферов сезона 1989/90 Миятович был близок к переходу в «Хайдук» из Сплита, но по настоянию президента «Партизана» футболист переехал в белградский клуб. В оставшейся части сезона он провёл 15 игр и забил один гол (в ворота своей предыдущей команды). В этом сезоне он выиграл свой первый клубный трофей — кубок Югославии.
В следующем сезоне 1990/91 Миятович закрепился в основе, провёл 33 матча и забил 14 голов, однако «Партизан» закончил чемпионат на третьем месте. В сезоне 1991/92, последнем, когда проводилось первенство СФРЮ, Миятович второй раз стал обладателем кубка Югославии, в чемпионате «Партизан» финишировал вторым, уступив «Црвене Звезде». По итогам сезона Предрага Миятовича признали лучшим футболистом Югославии.
В новом сезоне 1992/93 «Партизан» выиграл первый чемпионат Союзной Республики Югославия, а Миятович установил личный рекорд результативности: 17 голов. В 1993 году его второй раз подряд признали лучшим футболистом.

### «Валенсия»
Успехи в «Партизане» не были незамеченными крупными клубами. В европейское межсезонье-1993 на Миятовича претендовали испанские «Реал Мадрид» и «Атлетико Мадрид», итальянский «Ювентус» и ряд других клубов Западной Европы, но конкретного предложения не последовало. Президент «Реала» позже признал свою ошибку, а мае 1998 года с подобными заявлениями выступили боссы «Ювентуса».
Летом 1993 года Миятович перешёл в «Валенсию», где провёл три сезона, в каждом из которых был основным игроком и лучшим бомбардиром клуба. Особняком в плане результативности стоит розыгрыш 1995/96. Ввиду обилия травм игроков атаки тренер «Валенсии» Луис Арагонес передвинул Миятовича с позиции плеймекера на острие атаки, и Миятович забил рекордные в личной карьере 28 голов за сезон. Подобный результат предопределил уход из «Валенсии» в «Реал Мадрид» по окончании сезона.

### «Реал Мадрид»
Переход в команду «сливочных» мог состояться тремя годами ранее. По признанию президента «Реала» Рамона Мендосы, после неудачного выступления за «Реал» Роберта Просинечки руководство клуба опасалось приглашать молодых югославов.
Летом 1996 года тренером «Реала» стал Фабио Капелло, который пригласил в команду большую группу новых игроков. Миятович, признанный лучшим иностранным игроком Примеры 1995/96, прибыл в Мадрид. За него было заплачено 1,284 млрд песет (10,272 млн долларов). Среди новичков клуба также был знакомый Миятовичу по молодёжной сборной Югославии хорват Давор Шукер. Вместе с Раулем эти футболисты образовали атакующее трио, которое забило в сезоне 59 голов, что помогло «Реалу» выиграть свой 27-й титул чемпиона Испании.
Часть следующего сезона 1997/98 Миятович пропустил из-за травм, забив, тем не менее, 10 голов в Примере. В Лиге чемпионов 1997/98 он отличился одним голом.
Этот гол был забит 20 мая 1998 года. В финале с «Реалом» встречался туринский «Ювентус». На 66-й минуте мяч отскочил к Предрагу Миятовичу, он обвёл уже распластавшегося итальянского голкипера Анджело Перуцци и забил единственный гол матча. Спустя 32 года «Реал» вернул себе звание лучшего клуба Европы. А 1 декабря 1998 мадридский клуб праздновал победу в Межконтинентальном кубке, обыграв бразильский «Васко да Гама» со счётом 2:1. В том же 1998 году Миятовича в третий раз признали лучшим футболистом Югославии.
Сезон 1998/99 стал последним для Миятовича в «Реале». Основной связкой форвардов в том году стала пара Рауль — Морьентес. Миятовичу приходилось играть на позиции вингера или выходить на замену. Летом 1999 года президент Лоренцо Санс и недавно назначенный главный тренер Джон Тошак начали значительное обновление состава команды. Контракт Миятовича решено было не продлевать. Сам Предраг сразу заявил, что после трёх лет в Мадриде не станет рассматривать предложения других испанских клубов. Об интересе к футболисту заявили французский «Олимпик» (Марсель), немецкая «Бавария», итальянская «Фиорентина» и английская «Астон Вилла».

### «Фиорентина»
Летом 1999 года Миятович перешёл в итальянскую «Фиорентину».
Главный тренер Джованни Трапаттони определил Миятовичу место атакующего полузащитника. В сезоне 1999/00 Миятович сыграл 16 матчей и забил 2 гола. «Фиорентина» заняла 7 место в Серии A.
По окончании сезона Фатих Терим сменил Трапаттони на посту главного тренера. Также команду покинул многолетний лидер атаки «фиалок» Габриэль Батистута. Терим не рассматривал Миятовича как основного нападающего. Ещё по ходу сезона Миятович заявлял о желании покинуть команду ввиду того, что не проходит в основной состав. Основным претендентом на игрока считался бывший клуб Терима «Галатасарай». В феврале 2001 года Терима сменил Роберто Манчини. По итогам сезона «Фиорентина» заняла 9 место, но выиграла Кубок Италии, обеспечив себе выступление в Кубке УЕФА.
Летом 2001 года «Фиорентина», имевшая задолженность более 60 миллионов долларов, начала распродажу игроков с целью покрытия убытков и понижения зарплатного фонда, руководство стало подыскивать Миятовичу новый клуб. Тем не менее, продав Тольдо в «Интер» за 25 млн долларов и Руя Кошту в «Милан» за 40 млн долларов, «фиалкам» удалось сохранить основу команды. Миятович дебютировал в сезоне только в 6-м туре, забив гол «Лечче», а «Фиорентина» проиграла 4:1. Этот гол остался единственным для Миятовича в Серии A 2001/02. По итогам сезона клуб занял предпоследнее 17 место и вылетел из Серии А (а позже был лишен профессионального статуса).

### «Леванте»
После вылета «Фиорентины» из Серии A Миятович стал свободным агентом. Перед началом сезона он заключил однолетний контракт с испанским «Леванте» из Сегунды. По итогам сезона Миятович забил 3 гола в 21 игре, а «Леванте» занял 4 место, не решив задачу выхода в Примеру.
В декабре 2003 года черногорец, несмотря на предложение клуба из Катара, принял решение завершить карьеру игрока.

## Карьера в сборной
По количеству игр за сборную Югославии/Сербии и Черногории/Сербии Миятович занимает 5 место (73 матча), по количеству голов делит 7-8 место с Тодором Веселовиновичем (28 мячей).

### Молодёжный чемпионат мира
Выступая за «Будучност», Миятович получил вызов в молодёжную сборную Югославии для участия в молодёжном чемпионате мира 1987, который проходил в Чили. В турнире он принял участие во всех матчах сборной, трижды отметившись голами. Сборная Югославии выиграла титул чемпиона мира среди молодёжных команд, обыграв в финале по пенальти сборную ФРГ. Будущий партнёр Миятовича по «Реалу» Давор Шукер, забивший 6 голов, получил золотую бутсу турнира (наряду с немцем Марселем Витечеком — 7 голов, и чилийцем Камило Пино — 5 голов).
| №                                                       | Дата            | Стадия | Матч      | Матч           | Матч      | Статистика                |
| ------------------------------------------------------- | --------------- | ------ | --------- | -------------- | --------- | ------------------------- |
| 1 Архивная копия от 14 июня 2012 на Wayback Machine     | 10 октября 1987 | ГЭ     | Чили      | 2:4            | Югославия | Вышел на 45'              |
| 2 Архивная копия от 14 июня 2012 на Wayback Machine     | 14 октября 1987 | ГЭ     | Югославия | 4:0            | Австралия | Полный матч               |
| 3 Архивная копия от 14 июня 2012 на Wayback Machine     | 18 октября 1987 | ГЭ     | Югославия | 4:1            | Того      | Полный матч, (1:0), (2:0) |
| 4 Архивная копия от 14 июня 2012 на Wayback Machine     | 21 октября 1987 | 1/4    | Югославия | 2:1            | Бразилия  | Полный матч, (1:1)        |
| 5 Архивная копия от 24 января 2012 на Wayback Machine   | 23 октября 1987 | 1/2    | Югославия | 2:1            | ГДР       | Полный матч               |
| 6 Архивная копия от 19 сентября 2011 на Wayback Machine | 25 октября 1987 | Финал  | Югославия | 1:1 (5:4 пен.) | ФРГ       | Полный матч               |

### Сборная СФРЮ
В 20-летнем возрасте Миятович дебютировал в сборной Югославии. 23 августа 1989 года в товарищеском матче против Финляндии в перерыве он заменил Роберта Просинечки, матч завершился вничью 2:2. Всего за сборную СФРЮ он принял участие в 9-и матчах, включая последнюю игру Федеративной Республики в марте 1992 года.
| №                        | Дата             | Турнир | Матч              | Матч | Матч         | Статистика     |
| ------------------------ | ---------------- | ------ | ----------------- | ---- | ------------ | -------------- |
| 1                        | 23 августа 1989  | ТМ     | Финляндия         | 2:2  | Югославия    | Вышел на 46'   |
| 2                        | 20 сентября 1989 | ТМ     | Югославия         | 3:0  | Греция       | Вышел на 46'   |
| 3                        | 28 октября 1989  | ОЧМ    | Республика Кипр   | 1:2  | Югославия    | Вышел на 75'   |
| 4                        | 27 февраля 1991  | ТМ     | Турция            | 1:1  | Югославия    | Заменён на 65' |
| 5                        | 8 августа 1991   | ТМ     | Югославия         | 0:0  | Чехословакия | Вышел на 60'   |
| 6                        | 16 октября 1991  | ОЧЕ    | Фарерские острова | 0:2  | Югославия    | Вышел на 64'   |
| 7                        | 30 октября 1991  | ТМ     | Бразилия          | 3:1  | Югославия    | Заменён на 77' |
| 8                        | 13 ноября 1991   | ОЧЕ    | Австрия           | 0:2  | Югославия    | Вышел на 46'   |
| 9                        | 25 марта 1992    | ТМ     | Нидерланды        | 2:0  | Югославия    | Вышел на 17'   |
| Итого: 9 матчей, 0 голов |                  |        |                   |      |              |                |

### 1994—1996
После распада СФРЮ сборная Союзной Республики Югославия была дисквалифицирована (из-за чего Предраг Миятович лишился возможности сыграть на Евро-92) и не проводила даже товарищеские матчи. Дебютной игрой дня новой сборной в конце 1994 стала года товарищеская встреча в Порту-Алегри против сборной Бразилии; Миятович, будучи уже игроком «Валенсии», начинал игру в стартовом составе, но «отличился» лишь жёлтой карточкой.
| №                       | Дата             | Турнир | Матч      | Матч | Матч      | Статистика                                   |
| ----------------------- | ---------------- | ------ | --------- | ---- | --------- | -------------------------------------------- |
| 10                      | 23 декабря 1994  | ТМ     | Бразилия  | 2:0  | Югославия | Заменён на 64',                              |
| 11                      | 27 декабря 1994  | ТМ     | Аргентина | 1:0  | Югославия | Заменён на 74'                               |
| 12                      | 20 сентября 1995 | ТМ     | Греция    | 0:2  | Югославия | Полный матч (игра прекращена на 87-й минуте) |
| 13                      | 27 марта 1996    | ТМ     | Югославия | 1:0  | Румыния   | Полный матч,                                 |
| Итого: 4 матча, 0 голов |                  |        |           |      |           |                                              |

### 1996—1998: отборочный цикл чемпионата мира
Первым турниром, куда была допущена сборная СР Югославия, стал чемпионат мира 1998 года. 2 июня 1996 года во втором матче квалификационного раунда против Мальты Миятовичу впервые удалось отличиться за сборную голом. Он принял участие во всех десяти играх отборочной группы без замен, забив 7 голов, однако поражение от Испании стоило балканцам первого места.
В стыковых матчах против сборной Венгрии Миятович забил 7 мячей: в первой игре, не забивавший до
того за сборную более гола за игру, Предраг сделал хет-трик, внеся вклад в гостевой разгром 1:7, что дало повод заявить в интервью: «Мы уже во Франции не на 99, а на все 100 процентов»; а уже в ответном матче он превзошёл собственный рекорд результативности, оформив покер. С учётом стыковых матчей в отборочном турнире Миятович забил 14 голов в 12 матчах.
| №                          | Дата             | Турнир | Матч              | Матч | Матч              | Статистика                              |
| -------------------------- | ---------------- | ------ | ----------------- | ---- | ----------------- | --------------------------------------- |
| 14                         | 24 апреля 1996   | ОЧМ    | Югославия         | 3:1  | Фарерские острова | Полный матч                             |
| 15                         | 2 июня 1996      | ОЧМ    | Югославия         | 6:0  | Мальта            | Полный матч, (2:0)                      |
| 16                         | 6 октября 1996   | ОЧМ    | Фарерские острова | 1:8  | Югославия         | Полный матч, (1:3)                      |
| 17                         | 6 ноября 1996    | ОЧМ    | Югославия         | 1:0  | Чехия             | Полный матч,                            |
| 18                         | 14 декабря 1996  | ОЧМ    | Испания           | 2:0  | Югославия         | Полный матч                             |
| 19                         | 12 марта 1997    | ТМ     | Югославия         | 0:0  | Россия            | Полный матч                             |
| 20                         | 2 апреля 1997    | ОЧМ    | Чехия             | 1:2  | Югославия         | Полный матч, (0:1)                      |
| 21                         | 30 апреля 1997   | ОЧМ    | Югославия         | 1:1  | Испания           | Полный матч, (1:1, пен.)                |
| 22                         | 8 июня 1997      | ОЧМ    | Югославия         | 2:0  | Словакия          | Полный матч, (2:0)                      |
| 23                         | 10 сентября 1997 | ОЧМ    | Словакия          | 1:1  | Югославия         | Полный матч                             |
| 24                         | 11 октября 1997  | ОЧМ    | Мальта            | 0:5  | Югославия         | Полный матч, (0:4)                      |
| 25                         | 29 октября 1997  | ОЧМ    | Венгрия           | 1:7  | Югославия         | Полный матч, (0:4), (0:5), (0:6)        |
| 26                         | 15 ноября 1997   | ОЧМ    | Югославия         | 5:0  | Венгрия           | Полный матч, (2:0), (3:0), (4:0), (5:0) |
| 27                         | 25 марта 1998    | ТМ     | Колумбия          | 0:0  | Югославия         | Полный матч                             |
| 28                         | 29 мая 1998      | ТМ     | Югославия         | 3:0  | Нигерия           | Полный матч, (2:0)                      |
| 29                         | 3 июня 1998      | ТМ     | Югославия         | 1:0  | Япония            | Полный матч                             |
| 30                         | 6 июня 1998      | ТМ     | Швейцария         | 1:1  | Югославия         | Заменён на 46'                          |
| Итого: 17 матчей, 15 голов |                  |        |                   |      |                   |                                         |

### Чемпионат мира 1998
На финальную стадию чемпионата мира Миятович приехал, имея проблему с икроножной мышцей, а по ходу турнира получил ушиб левого колена. В групповом раунде он открыл счёт в матче с Германией, который завершился вничью — немцам удалось отыграть два мяча.

В 1/8 финала против Нидерландов при счёте 1:1 Предраг не реализовал пенальти, а уже в компенсированное время югославы пропустили решающий гол от Эдгара Давидса. Предраг Миятович: 
Это был худший момент моей профессиональной карьеры. Но это футбол: тебе сначала удаётся забить решающий гол в Лиге Чемпионов, а через месяц не реализуешь пенальти на чемпионате мира.
| №                     | Дата         | Турнир | Матч       | Матч | Матч      | Статистика         |
| --------------------- | ------------ | ------ | ---------- | ---- | --------- | ------------------ |
| 31                    | 14 июня 1998 | ЧМ     | Югославия  | 1:0  | Иран      | Полный матч        |
| 32                    | 21 июня 1998 | ЧМ     | Германия   | 2:2  | Югославия | Полный матч, (1:0) |
| 33                    | 25 июня 1998 | ЧМ     | Югославия  | 1:0  | США       | Заменён на 31'     |
| 34                    | 29 июня 1998 | ЧМ     | Нидерланды | 2:1  | Югославия | Полный матч        |
| Итого: 4 матча, 1 гол |              |        |            |      |           |                    |

### 1998—2000: отборочный цикл чемпионат Европы
Во всех восьми матчах отборочного турнира чемпионата Европы 2000 года начинал игру в стартовом составе, в первом матче забил единственный гол, также ещё дважды отличился по ходу турнира. Сборная Югославии заняла первое место в группе, опередив Ирландию и Хорватию.
| №                         | Дата             | Турнир | Матч                        | Матч | Матч               | Статистика                |
| ------------------------- | ---------------- | ------ | --------------------------- | ---- | ------------------ | ------------------------- |
| 35                        | 2 сентября 1998  | ТМ     | Югославия                   | 1:1  | Швейцария          | Заменён на 61'            |
| 36                        | 23 сентября 1998 | ТМ     | Бразилия                    | 1:1  | Югославия          | Заменён на 75'            |
| 37                        | 18 октября 1998  | ОЧЕ    | Югославия                   | 1:0  | Ирландия           | Полный матч,              |
| 38                        | 10 февраля 1999  | ОЧЕ    | Мальта                      | 0:3  | Югославия          | Полный матч               |
| 39                        | 8 июня 1999      | ОЧЕ    | Югославия                   | 4:1  | Мальта             | Полный матч, (1:1)        |
| 40                        | 18 августа 1999  | ОЧЕ    | Югославия                   | 0:0  | Хорватия           | Полный матч               |
| 41                        | 1 сентября 1999  | ОЧЕ    | Ирландия                    | 2:1  | Югославия          | Полный матч               |
| 42                        | 5 сентября 1999  | ОЧЕ    | Югославия                   | 3:1  | Северная Македония | Полный матч               |
| 43                        | 8 сентября 1999  | ОЧЕ    | Северная Македония          | 2:4  | Югославия          | Полный матч               |
| 44                        | 9 октября 1999   | ОЧЕ    | Хорватия                    | 2:2  | Югославия          | Заменён на 73', (1:1)     |
| 45                        | 23 февраля 2000  | ТМ     | Северная Македония          | 1:2  | Югославия          | Полный матч, (0:1), (0:2) |
| 46                        | 25 марта 2000    | ТМ     | Югославия                   | 1:0  | Китай              | Полный матч,              |
| 47                        | 25 мая 2000      | ТМ     | Китай                       | 0:2  | Югославия          | Вышел на 46'              |
| 48                        | 28 мая 2000      | ТМ     | Республика Корея (олимп.)   | 0:0  | Югославия          | Заменён на 46'            |
| 49                        | 30 мая 2000      | ТМ     | Республика Корея            | 0:0  | Югославия          | Заменён на 46'            |
|                           | 3 июня 2000      | Н/оф   | Сборная чемпионата Гонконга | 4:2  | Югославия          |                           |
| Итого: 15 матчей, 6 голов |                  |        |                             |      |                    |                           |

### Чемпионат Европы 2000
В активе одна голевая передача (в матче со Словенией). Партнёр по сборной Саво Милошевич стал лучшим бомбардиром Евро-2000, забив свой 6-й гол на добивании после дальнего удара Миятовича в штангу в компенсированное время четвертьфинала с Нидерландами.
| №                       | Дата         | Турнир | Матч       | Матч | Матч      | Статистика     |
| ----------------------- | ------------ | ------ | ---------- | ---- | --------- | -------------- |
| 50                      | 13 июня 2000 | ЧЕ     | Югославия  | 3:3  | Словения  | Заменён на 82' |
| 51                      | 18 июня 2000 | ЧЕ     | Норвегия   | 0:1  | Югославия | Заменён на 87' |
| 52                      | 21 июня 2000 | ЧЕ     | Югославия  | 3:4  | Испания   | Полный матч    |
| 53                      | 25 июня 2000 | ЧЕ     | Нидерланды | 6:1  | Югославия | Полный матч    |
| Итого: 4 матча, 0 голов |              |        |            |      |           |                |

### 2000—2001: отборочный турнир чемпионата мира
В январе 2001 года Илия Петкович подал в отставку с поста главного тренера сборной. Новый тренер Милован Джорич не стал вызывать футболиста на матчи отборочного этапа чемпионата мира против Швейцарии и Словении, прошедшие в конце марта 2001 года. 25 апреля 2001 года состоялся матч со сборной России, в котором тренер определил Миятовичу место запасного. Узнав об этом решении, Миятович ещё до начала матча покинул расположение сборной, а на следующий день заявил в интервью, что отказывается в дальнейшем от выступлений в сборной.
Однако ввиду поражения от России в Белграде (а оба матча со Швейцарией и Словенией завершились со счётом 1:1) Джорич под давлением общественности покинул пост главного тренера. После отставки он выставил Миятовича одним из главных виновников нездоровой ситуации в национальной команде:
Я был поражен тем, что профессиональные футболисты могут вести себя, как маленькие дети. До прибытия Миятовича атмосфера в нашей сборной была абсолютно нормальной, но Миятович резко изменил её в худшую сторону.
Тем не менее, Предраг вернулся в сборную, которую к следующему матчу против той же России готовил триумвират Бошков—Чуркович—Савичевич, его гол позволил сравнять счёт в игре, которая завершилась вничью 1:1.
По итогам отборочного турнира сборная заняла 3 место, не попав в финальную стадию чемпионата мира в Японии и Южной Корее.
| №                       | Дата            | Турнир | Матч              | Матч | Матч              | Статистика            |
| ----------------------- | --------------- | ------ | ----------------- | ---- | ----------------- | --------------------- |
| 54                      | 16 августа 2000 | ТМ     | Северная Ирландия | 1:2  | Югославия         | Полный матч, (1:2)    |
| 55                      | 3 сентября 2000 | ОЧМ    | Люксембург        | 0:2  | Югославия         | Заменён на 70'        |
| 56                      | 15 ноября 2000  | ТМ     | Румыния           | 2:1  | Югославия         | Заменён на 79'        |
| 57                      | 2 июня 2001     | ОЧМ    | Россия            | 1:1  | Югославия         | Заменён на 65', (1:1) |
| 58                      | 6 июня 2001     | ОЧМ    | Фарерские острова | 0:6  | Югославия         | Полный матч,          |
| 59                      | 15 августа 2001 | ОЧМ    | Югославия         | 2:0  | Фарерские острова | Полный матч           |
| 60                      | 1 сентября 2001 | ОЧМ    | Швейцария         | 1:2  | Югославия         | Заменён на 80'        |
| 61                      | 5 сентября 2001 | ОЧМ    | Югославия         | 1:1  | Словения          | Полный матч           |
| 62                      | 6 октября 2001  | ОЧМ    | Югославия         | 6:2  | Люксембург        | Полный матч, (2:2)    |
| Итого: 9 матчей, 3 гола |                 |        |                   |      |                   |                       |

### 2002—2003: отборочный турнир чемпионата Европы
24 февраля 2003 года команда официально стала называться сборной командой Сербии и Черногории. Первый матч сборной с обновлённым названием (товарищеская встреча против Болгарии) Миятович пропустил. После пяти поражений, сначала в товарищеских матчах, а затем в двух отборочных играх чемпионата Европы (сборная занимала на тот момент 4-е место в группе из 5 команд), в отставку подал главный тренер Савичевич, о завершении выступлений за сборную помимо Миятовича объявили Михайлович и Миркович.
| №                        | Дата            | Турнир   | Матч        | Матч           | Матч                | Статистика                  |
| ------------------------ | --------------- | -------- | ----------- | -------------- | ------------------- | --------------------------- |
| 63                       | 13 февраля 2002 | ТМ       | Мексика     | 1:2            | Югославия           | Заменён на 59'              |
| 64                       | 27 марта 2002   | ТМ       | Бразилия    | 1:0            | Югославия           | Заменён на 54'              |
| 65                       | 8 мая 2002      | ТМ       | Эквадор     | 1:0            | Югославия           | Заменён на 89'              |
| 66                       | 19 мая 2002     | Кубок LG | Россия      | 1:1 (5:6 пен.) | Югославия           | Заменён на 71'              |
| 67                       | 12 октября 2002 | ОЧЕ      | Италия      | 1:1            | Югославия           | Заменён на 65', (0:1)       |
| 68                       | 16 октября 2002 | ОЧЕ      | Югославия   | 2:0            | Финляндия           | Заменён на 65', (2:0, пен.) |
| 69                       | 12 февраля 2003 | ОЧЕ      | Югославия   | 2:2            | Азербайджан         | Заменён на 71', (1:0, пен.) |
| 70                       | 30 апреля 2003  | ТМ       | Германия    | 1:0            | Сербия и Черногория | Вышел на 61'                |
| 71                       | 3 июня 2003     | ТМ       | Англия      | 2:1            | Сербия и Черногория | Вышел на 68'                |
| 72                       | 7 июня 2003     | ОЧЕ      | Финляндия   | 3:0            | Сербия и Черногория | Заменён на 46'              |
| 73                       | 11 июня 2003    | ОЧЕ      | Азербайджан | 2:1            | Сербия и Черногория | Заменён на 68'              |
| Итого: 11 матчей, 3 гола |                 |          |             |                |                     |                             |

## Статистика
| Выступление      | Выступление      | Выступление      | Лига | Лига | Кубок | Кубок | Суперкубок | Суперкубок | Еврокубки | Еврокубки | Итого | Итого |
| Клуб             | Лига             | Сезон            | Игры | Голы | Игры  | Голы  | Игры       | Голы       | Игры      | Голы      | Игры  | Голы  |
| ---------------- | ---------------- | ---------------- | ---- | ---- | ----- | ----- | ---------- | ---------- | --------- | --------- | ----- | ----- |
| Будучност        | Первая лига      | 1987/1988        | 31   | 4    | 0     | 0     | 0          | 0          | 0         | 0         | 31    | 4     |
| Будучност        | Первая лига      | 1988/1989        | 28   | 2    | 0     | 0     | 0          | 0          | 0         | 0         | 28    | 2     |
| Будучност        | Первая лига      | 1989/1990        | 13   | 4    | 0     | 0     | 0          | 0          | 0         | 0         | 13    | 4     |
| Будучност        | Итого            | Итого            | 72   | 10   | 0     | 0     | 0          | 0          | 0         | 0         | 72    | 10    |
| / Партизан       | Первая лига      | 1989/1990        | 15   | 1    | 0     | 0     | 0          | 0          | 2         | 0         | 17    | 1     |
| / Партизан       | Первая лига      | 1990/1991        | 33   | 14   | 0     | 0     | 0          | 0          | 6         | 1         | 39    | 15    |
| / Партизан       | Первая лига      | 1991/1992        | 25   | 13   | 0     | 0     | 0          | 0          | 2         | 1         | 27    | 14    |
| / Партизан       | Первая лига      | 1992/1993        | 31   | 17   | 0     | 0     | 0          | 0          | 0         | 0         | 31    | 17    |
| / Партизан       | Итого            | Итого            | 104  | 45   | 0     | 0     | 0          | 0          | 10        | 2         | 114   | 47    |
| Валенсия         | Примера          | 1993/1994        | 35   | 16   | 0     | 0     | 0          | 0          | 4         | 2         | 39    | 18    |
| Валенсия         | Примера          | 1994/1995        | 28   | 11   | 9     | 3     | 0          | 0          | 0         | 0         | 37    | 14    |
| Валенсия         | Примера          | 1995/1996        | 40   | 28   | 6     | 5     | 0          | 0          | 0         | 0         | 46    | 33    |
| Валенсия         | Итого            | Итого            | 103  | 55   | 15    | 8     | 0          | 0          | 4         | 2         | 122   | 65    |
| Реал Мадрид      | Примера          | 1996/1997        | 38   | 14   | 5     | 1     | 0          | 0          | 0         | 0         | 43    | 15    |
| Реал Мадрид      | Примера          | 1997/1998        | 24   | 10   | 0     | 0     | 2          | 1          | 8         | 1         | 34    | 12    |
| Реал Мадрид      | Примера          | 1998/1999        | 28   | 5    | 4     | 2     | 0          | 0          | 9         | 2         | 41    | 9     |
| Реал Мадрид      | Итого            | Итого            | 90   | 29   | 9     | 3     | 2          | 1          | 17        | 3         | 118   | 36    |
| Фиорентина       | Серия A          | 1999/2000        | 16   | 2    | 0     | 0     | 0          | 0          | 9         | 1         | 25    | 3     |
| Фиорентина       | Серия A          | 2000/2001        | 13   | 1    | 4     | 2     | 0          | 0          | 4         | 4         | 21    | 7     |
| Фиорентина       | Серия A          | 2001/2002        | 13   | 1    | 0     | 0     | 0          | 0          | 4         | 1         | 17    | 2     |
| Фиорентина       | Итого            | Итого            | 42   | 4    | 4     | 2     | 0          | 0          | 17        | 6         | 63    | 12    |
| Леванте          | Сегунда          | 2002/2003        | 21   | 3    | 0     | 0     | 0          | 0          | 0         | 0         | 21    | 3     |
| Леванте          | Итого            | Итого            | 21   | 3    | 0     | 0     | 0          | 0          | 0         | 0         | 21    | 3     |
| Всего за карьеру | Всего за карьеру | Всего за карьеру | 432  | 146  | 28    | 13    | 2          | 1          | 48        | 13        | 510   | 173   |

## Достижения

### Командные
«Партизан» Белград
- Чемпион Югославии: 1992/93
- Обладатель Кубка Югославии (2): 1988/89, 1991/92

«Реал Мадрид»
- Чемпион Испании 1996/97
- Обладатель Суперкубка Испании 1997
- Победитель Лиги Чемпионов 1997/1998
- Обладатель Межконтинентального Кубка 1998

«Фиорентина»
- Обладатель Кубка Италии: 2000/01

Сборная Югославии
- Победитель Молодёжного Чемпионата Мира 1987

### Личные
- Футболист года в Сербии: 1992, 1993, 1998
- Лучший иностранный игрок чемпионата Испании: 1995/96

## После карьеры футболиста
После окончания карьеры Миятович остался жить в Валенсии и стал футбольным агентом. В июне 2006 года стал спортивным директором «Реала», поспособствовал переходу в команду таких игроков как Арьен Роббен, Кака, Рууд ван Нистелрой, Мамаду Диарра, Гонсало Игуаин, Уэсли Снейдер, Рафаэль ван дер Ваарт, Клаас-Ян Хунтелаар и др. В мае 2009 года покинул свой пост и отказался занять аналогичную должность в «Партизане».
Вопреки распространённым слухам, Миятович не играл ведущую роль в сделке по переходу Самуэля Это’О в махачкалинский «Анжи», а его участие в этой сделке было «дружеским».

## Личная жизнь
Сын Предрага Андреа умер в июле 2009 года в одном из госпиталей Мадрида: он долго болел гидроцефалией.